# Abdij Wülzburg
De abdij Wülzburg was een benedictijnerabdij in Beieren.
Volgens de traditie zou de abdij in 793 gesticht zijn door Karel de Grote. Met zekerheid bestond het klooster in de eerste helft van de twaalfde eeuw. Nadat in 1395 de abt vermoord werd door de prior raakte het klooster in verval. In 1451 werd het klooster in brand gestoken door de burgers van de rijksstad Weißenburg. Later werd de voogdij overgenomen door de markgraven van Ansbach. In 1523 transformeerde de markgraaf van Ansbach de abdij met pauselijke toestemming in een proosdij voor 8 kanunniken en 4 vicarissen. Tijdens de reformatie werd de proosdij in 1537 opgeheven.
Na 1588 werd er op de plek van Wülzburg door Ansbach een moderne vesting gebouwd, waardoor de kloostergebouwen verdwenen.